# 伟大的巴克·霍华德
《伟大的巴克·霍华德》（英語：The Great Buck Howard）是一部2008年上映的美国喜剧电影，由西恩·麥金利执导，柯林·漢克斯和約翰·馬克維奇主演。湯·漢斯也扮演了现实生活中儿子的父亲。巴克·霍华德这个角色的灵感来自于1970年代的超能力大师神奇的克萊斯格。该片于2008年1月18日在2008年辛丹斯電影節上首映。

## 评价
《伟大的巴克·霍华德》得到了普遍的好评。据烂番茄网站，在94条评论中，71%的影评人给予了正面评价，平均得分为6.45/10。这部电影于2009年3月20日向上映，在首映周末获得了115,004美元的票房。该片在55家影院上映，平均每家影院的票房为2091美元。全球总票房为900,689美元。